# 延亨默
延亨默（朝鲜语：／ Yŏn Hyŏngmuk，1931年11月3日—2005年10月22日），朝鲜劳动党中央政治局候补委员、朝鲜国防委员会副委员长。

## 生平
延亨默出生于咸鏡北道，自1968年起在朝鲜劳动党内担任党中央副部长、部长、书记等职。从1975年起先后担任朝鲜政务院副总理、第一副总理和总理职务。
1988年12月12日-1992年12月11日任朝鲜总理。1990年9月5日，延亨默与韩国总理姜英勋在韩国汉城（现称首尔）举行了第一次朝韩总理会谈。他曾签署了许多重要的朝韩协议，其中包括1992年朝鲜半岛无核化宣言。
1998年，延亨默担任朝鲜国防委员会委员，并于2003年9月当选为副委员长，在国防委员会中排名仅次于朝鲜最高领导人金正日和第一副委员长赵明录。
晚年患有胰腺癌，并曾在俄罗斯接受治疗，因医治无效去世。
| 前任： 李根模 | 朝鮮政務院总理 1988年—1992年 | 繼任： 姜成山 |